# Лееманс, Хек
Хек Лееманс (нидерл. Hec Leemans; род. 28 января 1950, Темсе, Бельгия) — фламандский актёр и художник, создавший множество комиксов, в том числе по мотивам популярного фламандского сериала «FC De Kampioenen» (ФК Чемпионы).

## Творческий путь
Хек Лееманс начал рисовать комиксы уже в детстве. Начиная с десяти лет, он зарисовывал свои идеи и фантазии в различных стилях. Поначалу это не были полноценные комиксы, но таким образом он набил руку в рисовании. В этом виде деятельности для него не осталось тайн, что позволило ему стать профессиональным художником, каковым он является сейчас.
Лееманс изучал графику в Академии Изящных Искусств в г. Дендермонде, где познакомился с Сильвианом Полфлием. Полфлий, также студент Академии, вынашивал идею создать комикс, но так никогда и не осуществил её. Однако, с помощью Хека Лееманса, который помогал ему со сценарием и оформлением, он создал сборник шпионских рассказов «Brain Howell». Впоследствии их пути разошлись и Хек Лееманс пустил своё детское и юношеское увлечение в более профессиональное русло.
Во время службы в армии он рисовал комикс под названием «Солдат Янсенс» («Soldaat Jansens»), который публиковался в солдатской прессе.
C 1969 года художник занимается осуществлением своей новой идеи. Он делает несколько gag-картинок с изображением Большого цирка — ипподрома в Риме. Серия этих картинок сначала была опубликована в 1977 году в журнале комиксов «Еппо» («Eppo»), а затем в 1984 году в журнале «Роббедус» («Robbedoes»).
Успех пришел к художнику после выхода в свет комикса «Бакеланд» (Bakelandt). Он создавался совместно со сценаристом Даниелем Янсенсом. 20 октября 1975 года этот комикс начали публиковать в выпусках крупной фламандской газеты «Последние Новости» («Het Laatste Nieuws») и в газете «Новая Газета» («De Nieuwe Gazet»). После смерти Даниеля Янсенса Хек Лееманс продолжал выпускать этот комикс самостоятельно. Он занимался как сюжетом, так и иллюстрациями. Но он не хотел на этом останавливаться. В 1990 году Лееманс начал ещё 2 комикса, а именно «Ковальский» («Kowalsky») и «Нино» (англ. Nino), иллюстрациями для которого занимался Дирк Сталларт.

## «ФК Чемпионы»
Одной из самых знаменитых и популярных работ Лееманса можно назвать серию комиксов «ФК Чемпионы». Она основана на одноименном комедийном сериале, выпущенным фламандским телевидением. Задумывалось, что персонажи комиксов будут представлять собой продолжение героев сериала, сохраняя характеры и атмосферу. Юмор также является неотъемлемой частью «ФК Чемпионов». Начиная с 1997 года, с самого первого выпуска (Zal het gaan, ja? — Пойдет?), этот комикс пользуется огромным успехом. Издателем выступает крупное фламандское издательство «Standaard Uitgeverij».
Благодаря неостывающему интересу к программе и комиксам по мотивам этого сериала, в 2013 году вышел одноименный фильм «F.C. De Kampioenen».

## Интервью
Автор рассказывает в одном из своих интервью о своей работе:
«В 1997 году я сам предложил сделать комикс по мотивам этого сериала. И они согласились. К тому же я в то время был уже известен как автор комикса „Бакеланд“. К тому моменту я занимался им уже 22 года, то есть я успел доказать, что не новичок в этом деле. Но после такой большой серии „реалистичных“ комиксов мне хотелось заняться чем-нибудь полегче, чем-то юмористическим. Поэтому я с удовольствием взялся за „Чемпионов“.
- А сложно рисовать уже существующих персонажей? И каких персонажей рисовать сложнее всего?
Сложно их рисовать, но все вообще-то сложно. Особенно в начале я помучился с этими карикатурными фигурками. Понадобилось довольно много времени, прежде чем я придал им нужную форму, ведь я все-таки привык рисовать „реалистичных“ персонажей. Это у меня получается легко и само собой. Карикатуры даются мне гораздо сложнее, хотя многим кажется, что должно быть наоборот.
Актеры давали мне поначалу подсказки о своих персонажах, о характерах. Дортье вот, например, сказала мне, что её губы всегда накрашены ярко-красной помадой. Это деталь, но для узнаваемости персонажа это очень важно. Значит, на это нужно обратить внимание на стадии раскрашивания. В остальном ты знакомишься с героями сам собой по мере продвижения работы. Сложностью с Чемпионами было то, что актеры со временем постарели и внешне изменились. Я более или менее изменил и героев комикса: Маркске, например, сначала был длинным и худощавым, а теперь он поправился.
- Откуда Вы черпаете вдохновение для Вашего комикса?
Я всегда отвечаю как Мауриц: „Делай, что должно…“. Если в пятницу работа над комиксом закончена, то в понедельник (а часто уже в воскресенье) надо уже браться за что-то новое. Потому что издатель, типография и читатели не могут ждать. То есть нужно сидеть и работать. И как только я сажусь и начинаю, ко мне, как правило, приходит идея. А потом, через ассоциации, приходит следующая, и так далее. Так что, рецепт прост: упорно работать.
- С 2007 года выходит раз в год ещё и аудиокомикс. Кому пришла в голову эта прекрасная идея?
Эта замечательная идея принадлежит Марейн Дефалк и я ему очень за неё благодарен! Мы продолжаем работать над воплощением этой задумки и в следующем году выйдет ещё один комикс с аудиодиском, я даже уже могу сказать вам название: ФЕРНАНД ЖЕНИТСЯ».

## Награды
В 1977 году Хек Лееманс и Даниель Янсенс были удостоены премии Stripgidsprijs (сейчас: Bronzen Adhemar). Это высшая награда, которую во Фландрии могут получить авторы комиксов.